# Keith Andrews (pilote)
Pour les articles homonymes, voir Keith Andrews et Andrews.
Keith Andrew est un pilote automobile américain né le 15 juin 1920 à Denver (Colorado) et mort le 15 mai 1957 lors des qualifications des 500 miles d'Indianapolis.

## Carrière
Avant d'être pilote automobile, Andrews était pilote dans l'Armée de l'Air américaine lors de la Seconde Guerre mondiale. Il accède au sport automobile en 1947.
Triple champion du Colorado de Midget en 1952, 1953 et 1954, Andrews participe en parallèle à plusieurs épreuves du championnat AAA dès 1948. Il remportera notamment l'épreuve de course de côte de Pikes Peak en 1954. 
On le croise aussi lors des éditions 1953 et 1954 de la Carrera Panamericana sur Cadillac Series 62, où il finira notamment 11e lors de sa deuxième tentative.
Il tente pour la première fois les 500 miles d'Indianapolis en 1955, au volant d'une Schroeder-Offenhauser de l'écurie John McDaniel en se qualifiant 28e. Après 120 tours de course, son moteur lâche. Il sera tout de même classé 20e.
Il s'inscrit pour l'édition 1956 avec une Kurtis Kraft 500B-Offenhauser pour Dunn Engineering. Qualifié 20e, il est victime d'un accrochage. Malgré quelques dommages, il parvient à tenir la moitié de la course, avant qu'un tête-à-queue ne l'empêche de repartir.
Pour 1957, il pilote une Kurtis Kraft 500G-Offenhauser pour le compte de Giuseppe Farina. Au cours des qualifications, il part en glissade au volant de sa voiture. Il tente de corriger la trajectoire mais sa voiture change brusquement de direction et percute de plein fouet le mur extérieur de l'anneau. Andrews n'a aucune chance de s'en sortir, la voiture étant compressée. Il avait 36 ans.